# Trevor, Wales
Trevor är en by i Wrexham i Wales. Byn är belägen 166,4 km 
från Cardiff. Orten har 1 447 invånare (2016).